# Neal Stephenson
Neal Town Stephenson (Fort Meade, Maryland, 31 de octubre de 1959), conocido como Neal Stephenson, es un autor de ciencia ficción que, sobre todo, escribe acerca de computadoras y de las tecnologías relacionadas con éstas, como la nanotecnología. No pertenece a la escuela de escritores cyberpunk, como William Gibson y Bruce Sterling. En ocasiones utiliza el seudónimo Stephen Bury.
Generalmente, sus novelas se catalogan como ficción especulativa, aunque también reciben etiquetas como ciencia ficción, ficción histórica, ciberpunk, postciberpunk o barroco. Algunos de los temas recurrentes en las novelas de Stephenson son las matemáticas, la criptografía, la filosofía, la moneda  y la historia de la ciencia. En ocasiones también escribe artículos de no ficción sobre tecnología en publicaciones periódicas como la revista Wired.[cita requerida]

## Vida personal
Nacido el 31 de octubre de 1959 en Fort Meade (Maryland, Estados Unidos), Stephenson procede de una familia de ingenieros y científicos. Su padre era profesor de ingeniería eléctrica, mientras que su abuelo paterno era profesor de física. Su madre trabajaba en un laboratorio de bioquímica, y su abuelo materno era profesor de bioquímica. La familia de Stephenson se trasladó a Champaign-Urbana, Illinois en 1960, y en 1966 a  Ames, Iowa. Se graduó del instituto de Ames en 1977.
Stephenson estudió en la Universidad de Boston, primero especializándose en física y luego en geografía, tras descubrir que eso le permitiría pasar más tiempo utilizando el mainframe de la Universidad. Se graduó en 1981. Desde 1984, Stephenson ha vivido mayormente en el Noroeste del Pacífico y actualmente reside en  Seattle con su familia.

## Obra
Aunque tiene alguna novela anterior, como La gran U (1984) y Zodiac: el «thriller» ecológico (1988), la fama le llegó a principios de los años 1990 con la novela Snow Crash (1992), donde mezcla memes, virus informáticos y otros motivos de alta tecnología con la mitología sumeria con un estilo que, de forma divertida, remeda al cyberpunk puesto de moda pocos años antes con la publicación de Neuromante.
La lista de sus novelas posteriores incluye títulos como: Interfaz (1994), La era del diamante: Manual ilustrado para jovencitas (1995), que trata de un futuro en el que la nanotecnología está muy extendida y que obtuvo los premios Hugo y Locus, La tela de araña (1996), y Criptonomicón (1999), una novela que mezcla la especulación científica en los campos de los ordenadores y la criptografía en el contexto histórico de la Segunda Guerra Mundial y el supuesto intento en el presente de crear un paraíso de datos, y que le permitió volver a ganar el Locus y el favor generalizado de los lectores.
Más recientemente ha vuelto a la misma línea de especulación científico-histórica, con las novelas del «ciclo barroco»: Azogue (2003), La Confusión (2004) y El Sistema del Mundo (2004).  El Sistema del Mundo  ganó el Premio Prometheus en 2005.
Con el lanzamiento de Azogue, Stephenson inauguró la Metaweb (página principal (en inglés) de la versión parcialmente preservada por Wayback Machine a 5 de abril de 2006), una wiki en la que se comentan las ideas y el periodo histórico que se explora en la novela. Desde el 25 de abril de 2007 esta wiki no está activa.
En 2008, Stephenson publicó una novela titulada Anatema, un trabajo muy largo y detallado que entraría en la categoría de ficción especulativa. Está ambientada en un mundo similar a la Tierra (quizás una realidad alternativa), y aborda temas metafísicos.
En mayo de 2010, se anunció la producción de un proyecto de ficción multimedia llamado The Mongoliad, el cual estaría centrado alrededor un hilo narrativo escrito por Stephenson y otros autores de ficción especulativa.
REAMDE fue lanzado el 20 de septiembre de 2011. El título es un juego de palabras con el conocido nombre de archivo README. Este thriller, ambientado en el presente, se centra en un grupo de desarrolladores de un MMORPG atrapados en medio de cibercriminales chinos, terroristas islámicos y la mafia rusa.
El 7 de agosto de 2012, Stephenson lanzó una colección de ensayos y otros artículos de ficción previamente publicados, titulado Some Remarks : Essays and Other Writing. Esta colección también incluye un nuevo ensayo y una novela corta creados específicamente para este volumen.
En 2012, Stephenson lanzó una campaña de Kickstarter para CLANG, un juego de fantasía realista de combates con espada. El juego utiliza control por movimiento para proporcionar una experiencia inmersiva. El juego contendrá un mundo y un argumento propio. El objetivo de la campaña de obtener medio millón de dólares fue alcanzado para el 9 de julio de 2012 en Kickstarter. El dinero para el proyecto se agotó en septiembre de 2013, y el proyecto para desarrollar el juego acabó en septiembre de 2014, con el juego sin terminar. 
A finales de 2013, Stephenson anunció que estaba trabajando en varios volúmenes de una novela histórica que podría «tener mucho que ver con temas científicos y tecnológicos, y cómo estos interactúan con personajes y civilizaciones durante un determinado período de la Historia». Sin embargo, hacia esa misma época, se enfocó en una novela de ciencia ficción, Seveneves, que terminó un año más tarde y fue publicada en mayo de 2015. 
En mayo de 2016, durante un video debate con Bill Gates, Stephenson reveló que acababa de enviar el manuscrito de una nueva novela histórica —«un libro de viajes en el tiempo»— coescrito con Nicole Galland, una de las coautoras de Mongoliad. Este libro fue lanzado como The Rise and Fall of D.O.D.O. en junio de 2017.

## Obras

### Ficción
- La gran U (1984).
- Zodiac: el «thriller» ecológico (1988).
- Snow Crash (1992) - Nominado al Premio BSFA en 1993 y al Premio Arthur C. Clarke en 1994.
- Interfaz (1994) con J. Frederick George, como «Stephen Bury».
- La era del diamante - Manual ilustrado para jovencitas (1995) - Ganador del Premio Hugo y del Premio Locus en 1996, nominado al Premio Nébula, al Premio John W. Campbell Memorial y al Premio Arthur C. Clarke.
- La tela de araña (1996) con J. Frederick George, como «Stephen Bury».
- Criptonomicón (1999) - Ganador del Premio Locus, nominado al Premio Hugo y al Premio Arthur C. Clarke en el año 2000, ganador del Premio Premio Prometheus: Hall of Fame en 2013. Es posible encontrar esta obra dividida en 3 tomos:

1. El código enigma (Criptonomicón 1).
2. El código Pontifex (Criptonomicón 2).
3. El código Aretusa (Criptonomicón 3).

- Ciclo Barroco:

1. 'Azogue (2003), publicada en español en tres volúmenes (Azogue, El Rey de los Vagabundos y Odalisca) - Ganador del Premio Arthur C. Clarke de 2004, nominado al Premio Locus de 2004.
2. La Confusión (2004), publicada en español en dos volúmenes (La Confusión I y La Confusión II ) - Ganador de Premio Locus de 2005.
3. El Sistema del Mundo (2004), publicada en tres volúmenes en el año 2006 (El Oro de Salomón, Moneda y El Sistema del Mundo ) - Ganador del Premio Locus y del Premio Prometheus en 2005, nominado al Premio Arthur C. Clarke.

- Anatema (2008) - Ganador del Premio Locus de 2009, nominado al  Premio BSFA de 2008 y al Premio Hugo y Premio Arthur C. Clarke en 2009.
- The Mongoliad (2010–2012).
- REAMDE (2011).
- Seveneves (2015).
- The Rise and Fall of D.O.D.O. (2017) con Nicole Galland.
- Fall; or Dodge in Hell (2019).
- New Found Land: The Long Haul (2021) con Austin Grossman y Sean Stewart. Audiolibro.
- Termination shock (2021).
- Polostan (2024).

### No ficción
- En el principio fue la línea de comandos (2003) ISBN 978-84-932-9822-7.